# Comuna Băița de sub Codru, Maramureș
Băița de sub Codru (în maghiară: Mosóbánya, în germană: Waschwerk) este o comună în județul Maramureș, Transilvania, România, formată din satele Băița de sub Codru (reședința) și Urmeniș.
În perioada 2008 - 2012, primarul comunei a fost Gheorghe Ghiță. În 2012 a fost ales ca primar Aurel Dumuța .

## Demografie
Componența etnică a comunei Băița de sub Codru
     Români (94,37%)
     Romi (2,05%)
     Alte etnii (0,11%)
     Necunoscută (3,47%)
Componența confesională a comunei Băița de sub Codru
     Ortodocși (70,08%)
     Penticostali (21,73%)
     Greco-catolici (3,24%)
     Alte religii (1,25%)
     Necunoscută (3,7%)
Conform recensământului efectuat în 2021, populația comunei Băița de sub Codru se ridică la 1.758 de locuitori, în scădere față de recensământul anterior din 2011, când fuseseră înregistrați 1.871 de locuitori. Majoritatea locuitorilor sunt români (94,37%), cu o minoritate de romi (2,05%), iar pentru 3,47% nu se cunoaște apartenența etnică. Din punct de vedere confesional, majoritatea locuitorilor sunt ortodocși (70,08%), cu minorități de penticostali (21,73%) și greco-catolici (3,24%), iar pentru 3,7% nu se cunoaște apartenența confesională.

## Politică și administrație
Comuna Băița de sub Codru este administrată de un primar și un consiliu local compus din 11 consilieri. Primarul, Bogdan-Cătălin Pop[*], de la Partidul Național Liberal, este în funcție din 1 noiembrie 2024. Începând cu alegerile locale din 2024, consiliul local are următoarea componență pe partide politice:
|  | Partid                    | Consilieri | Componența Consiliului | Componența Consiliului | Componența Consiliului | Componența Consiliului |
|  | ------------------------- | ---------- | ---------------------- | ---------------------- | ---------------------- | ---------------------- |
|  | Partidul Social Democrat  | 4          |                        |                        |                        |                        |
|  | Partidul Național Liberal | 3          |                        |                        |                        |                        |
|  | Partidul România Mare     | 1          |                        |                        |                        |                        |
|  | Uniunea Salvați România   | 1          |                        |                        |                        |                        |
|  | Partidul PRO România      | 1          |                        |                        |                        |                        |
|  | M10 (partid politic)      | 1          |                        |                        |                        |                        |